# Elmore Smith
Elmore Smith (Macon, 9 maggio 1949) è un ex cestista statunitense, professionista nella NBA.

## Carriera
Venne selezionato dai Buffalo Braves al primo giro del Draft NBA 1971 (3ª scelta assoluta).

## Statistiche
| † | Denota una stagione in cui ha vinto il titolo NBA |
| * | Primo nella lega                                  |
| * | Record                                            |

### NBA

#### Regular season
| Anno      | Squadra             | PG  | PT | MP   | TC%  | 3P% | TL%  | RP   | AP  | PRP | SP   | PP   |
| --------- | ------------------- | --- | -- | ---- | ---- | --- | ---- | ---- | --- | --- | ---- | ---- |
| 1971-1972 | Buffalo Braves      | 78  | -  | 40,8 | 45,4 | -   | 53,4 | 15,2 | 1,4 | -   | -    | 17,3 |
| 1972-1973 | Buffalo Braves      | 76  | -  | 37,2 | 48,2 | -   | 55,8 | 12,4 | 2,5 | -   | -    | 18,3 |
| 1973-1974 | L.A. Lakers         | 81  | -  | 36,1 | 45,7 | -   | 59,0 | 11,2 | 1,9 | 0,9 | 4,9* | 12,5 |
| 1974-1975 | L.A. Lakers         | 74  | -  | 31,6 | 49,3 | -   | 48,5 | 10,9 | 2,0 | 1,1 | 2,9  | 10,9 |
| 1975-1976 | Milwaukee Bucks     | 78  | -  | 36,0 | 51,8 | -   | 63,2 | 11,4 | 1,2 | 1,0 | 3,1  | 15,6 |
| 1976-1977 | Milwaukee Bucks     | 34  | -  | 23,2 | 44,7 | -   | 58,1 | 6,1  | 0,9 | 0,6 | 2,0  | 8,4  |
| 1976-1977 | Cleveland Cavaliers | 36  | -  | 18,8 | 50,4 | -   | 51,9 | 6,4  | 0,4 | 0,4 | 2,1  | 8,7  |
| 1977-1978 | Cleveland Cavaliers | 81  | -  | 24,6 | 49,7 | -   | 66,3 | 8,4  | 0,7 | 0,6 | 2,2  | 12,5 |
| 1978-1979 | Cleveland Cavaliers | 24  | -  | 13,8 | 53,1 | -   | 69,2 | 4,4  | 0,5 | 0,3 | 0,7  | 6,5  |
| Carriera  | Carriera            | 562 | -  | 31,8 | 48,2 | -   | 57,9 | 10,6 | 1,4 | 0,8 | 2,9  | 13,4 |

#### Play-off
| Anno     | Squadra             | PG | PT | MP   | TC%  | 3P% | TL%  | RP   | AP  | PRP | SP  | PP   |
| -------- | ------------------- | -- | -- | ---- | ---- | --- | ---- | ---- | --- | --- | --- | ---- |
| 1974     | L.A. Lakers         | 5  | -  | 34,2 | 47,7 | -   | 70,6 | 10,6 | 1,2 | 1,4 | 1,6 | 19,2 |
| 1976     | Milwaukee Bucks     | 3  | -  | 34,7 | 55,6 | -   | 66,7 | 7,3  | 0,3 | 0,7 | 3,7 | 14,7 |
| 1977     | Cleveland Cavaliers | 3  | -  | 18,7 | 54,5 | -   | 62,5 | 8,0  | 0,3 | 1,7 | 1,0 | 13,7 |
| 1978     | Cleveland Cavaliers | 2  | -  | 28,0 | 45,8 | -   | 50,0 | 9,5  | 0,0 | 1,5 | 1,5 | 12,5 |
| Carriera | Carriera            | 13 | -  | 29,8 | 50,0 | -   | 65,4 | 9,1  | 0,6 | 1,3 | 1,9 | 15,8 |

## Palmarès
- NBA All-Rookie First Team (1972)
- Miglior stoppatore NBA (1974)
- Record di stoppate in una singola partita NBA: 17 (1973)[1]
- Quinto migliore giocatore di sempre per stoppate a partita NBA in regular season (2,90 stoppate a partita)